# Ray Gunter
Raymond „Ray“ Jones Gunter, PC (* 30. April 1909; † 12. April 1977) war ein britischer Gewerkschaftsfunktionär und Politiker der Labour Party, der zwischen 1945 und 1951 und erneut von 1959 bis 1972 Mitglied des Unterhauses (House of Commons) sowie mehrmals Minister war.

## Leben
Raymond „Ray“ Jones Gunter diente während des Zweiten Weltkrieges bei den Royal Engineers der British Army und wurde zuletzt zum Hauptmann (Captain) befördert. Nach Kriegsende wurde er für die Labour Party bei der Wahl vom 5. Juli 1945 erstmals zum Mitglied des Unterhauses (House of Commons) gewählt und vertrat dort zunächst den Wahlkreis Essex South Eastern bis zu dessen Auflösung am 23. Februar 1950. Bei der Wahl vom 23. Februar 1950 wurde er im Wahlkreis Doncaster wieder zum Mitglied des Unterhauses gewählt, verlor diesen Wahlkreis jedoch bei der darauf folgenden Wahl vom 25. Oktober 1951 an Anthony Barber von der Conservative Party. In der Folgezeit war er zwischen 1955 und 1966 Mitglied des Nationalen Exekutivkomitees NEC (National Executive Committee) der Labour Party. Des Weiteren löste er 1956 James Haworth als Vorsitzender der Gewerkschaft der Transport- und Reiseindustrie TSSA (Transport Salaried Staffs’ Association) ab und bekleidete diese Funktion bis zu seiner Ablösung durch Thomas „Tom“ George Bradley 1964.
Bei der Wahl vom 8. Oktober 1959 wurde Ray Gunter abermals zum Mitglied des Unterhauses gewählt und vertrat in diesem nunmehr bis zu seinem Mandatsverzicht am 30. März 1972 den Wahlkreis Southwark, dessen bisheriger Labour-Wahlkreisinhaber und ehemalige Minister George Isaacs aus Altersgründen nicht erneut kandidierte. Als Nachfolger von Anthony „Tony“ Greenwood wurde er 1964 Vorsitzender des Nationalen Exekutivkomitees und verblieb in dieser Funktion des Geschäftsführenden Parteivorsitzenden, bis er 1965 von Walter Padley abgelöst wurde. Nach dem Sieg der Labour Party bei der Unterhauswahl vom 15. Oktober 1964 wurde er am 18. Oktober 1964 Arbeitsminister (Minister of Labour) im Kabinett Wilson I und bekleidete diese Funktion bis zur Einordnung dieses Ministeramtes in das Amt der Ministerin für Beschäftigung und Produktivität (Secretary of State for Employment and Productivity) Barbara Castle am 6. April 1968. Am 19. Oktober 1964 wurde er zum Mitglied des Geheimen Kronrates (Privy Council) berufen. Er selbst löste daraufhin am 6. April 1968 Richard Marsh als Energieminister (Minister of Power) ab und bekleidete dieses Ministeramt bis zum 1. Juli 1968, woraufhin Roy Mason seine Nachfolge antrat.
Nach seinem Ausscheiden aus dem House of Commons am 30. März 1972 wurde Ray Gunter vom Schatzkanzler zum Crown Steward and Bailiff of the Three Hundreds of Chiltern berufen, eine Sinekure, die vom britischen Parlament verwandt wird, um Abgeordneten das Ausscheiden zu ermöglichen. Sein Nachfolger als Unterhausabgeordneter wurde daraufhin Harry Lamborn.